# Зубков, Василий Герасимович
Василий Герасимович Зубков (19 августа 1919 года, Ростовская область — 11 октября 1975 года, Волковыск) — советский хозяйственный, государственный и политический деятель.

## Биография
Родился в 1919 году в деревне Полтава Мальчевского района. Член КПСС с 1942 года.
С 1933 года — на хозяйственной, общественной и политической работе. В 1933—1970 гг. — механик элеватора, механик технорук, участник Великой Отечественной войны, директор Волковысской МТС, директор Берестовицкой МТС, директор совхоза «Гнезно» Волковысского района Гродненской области.
Избирался депутатом Верховного Совета СССР 4-го созыва.
Умер 11 октября 1975 года в Волковыске.